# 616
616 (DCXVI) je bilo navadno leto, ki se je po julijanskem koledarju začelo na četrtek.

## Dogodki
- Perzijci opustošijo Egipt.

## Smrti
- Agilulf, kralj Langobardov (* okrog 555)